# Buddy Longway
Buddy Longway is een Zwitserse stripreeks die begonnen is in januari 1974 met Derib (Claude de Ribeaupierre) als schrijver en tekenaar. De reeks beschrijft de lotgevallen van de pelsjager Buddy Longway en zijn familie in het Wilde Westen in de tweede helft van de negentiende eeuw. In tegenstelling tot veel andere strippersonages veroudert Buddy Longway tijdens de reeks en sterft hij uiteindelijk.

## Albums
Alle albums zijn geschreven en getekend door Derib.
| Nummer | Titel                      | Uitgever(s)                    |
| ------ | -------------------------- | ------------------------------ |
| 1      | Chinook                    | Uitgeverij Helmond, Le Lombard |
| 2      | De vijand                  | Uitgeverij Helmond, Le Lombard |
| 3      | Drie mensen gingen voorbij | Uitgeverij Helmond, Le Lombard |
| 4      | Alleen...                  | Uitgeverij Helmond, Le Lombard |
| 5      | Het geheim                 | Uitgeverij Helmond, Le Lombard |
| 6      | De eland                   | Uitgeverij Helmond, Le Lombard |
| 7      | De winter van de paarden   | Uitgeverij Helmond, Le Lombard |
| 8      | Vuurwater                  | Le Lombard                     |
| 9      | De eerste jachten          | Le Lombard                     |
| 10     | De witte demon             | Le Lombard                     |
| 11     | De wraak                   | Le Lombard                     |
| 12     | Kapitein Ryan              | Le Lombard                     |
| 13     | De wilde wind              | Le Lombard                     |
| 14     | De zwartrok                | Le Lombard                     |
| 15     | Hooka-Hey                  | Le Lombard                     |
| 16     | De laatste afspraak        | Le Lombard                     |
| 17     | Kijkt-voorbij-de-wolken    | Le Lombard                     |
| 18     | De verdwaalde kogel        | Le Lombard                     |
| 19     | Opstand                    | Le Lombard                     |
| 20     | De bron                    | Le Lombard                     |